# Джиоев, Сослан Тамерланович
Сослан Тамерланович Джио́ев (род. 25 февраля 1989, Орджоникидзе) — российский футболист, полузащитник.

## Карьера
Воспитанник московского «Спартака». Во взрослом футболе дебютировал в 2008 году в выступавшей в Первом дивизионе «Алании». Зимой 2012 года переехал в Литву, где оказался в команде А-лиги РЕО (Вильнюс). Дебютировал в чемпионате 25 марта 2012 года в поединке против «Банги» (2:2), выйдя на замену на 86-й минуте. Всего в чемпионате Литвы Джиоев провел 17 игр, в которых забил три мяча.
После возвращения в Россию выступал за ряд команд Второго дивизиона. Завершал карьеру в любительских коллективах.
В 2015 году выступал за «Спартак-Владикавказ» с двумя тезками — Сосланами Джиоевыми. По сообщениям пресс-службы клуба все они были из разных осетинских семей и не имели близкого родства.